# Hafen New Orleans
Der Hafen von New Orleans (Eigenbezeichnung Port Nola) ist ein Seehafen in New Orleans (Louisiana, USA). Zusammen mit dem Hafen Südlouisiana wird er vom Board of Commissioners of the Port of New Orleans administriert. Der Hafen ist, gemessen an umgeschlagener Gesamttonnage, der fünftgrößte Hafen der USA.

## Lage
Der Hafen befindet sich etwa in der Mitte von New Orleans, rund 160 km vor der Mündung des Mississippi in den Golf von Mexiko (Atlantischer Ozean).

## Geschichte
Seit die ersten Europäer 1718 im Hafen von New Orleans Fuß gefasst haben, wurde dieses Gebiet oft umkämpft. Nicht zuletzt im Bürgerkrieg, als New Orleans die Hauptstadt der Südstaaten war. Sehr wichtig war der Hafen auch für den Sklavenhandel mit Afrika und das Verschicken von Gütern wie z. B. Gold, Diamanten, Silber oder Kohle nach Europa.

## Gegenwart
Heute ist der Hafen einer der modernsten und wichtigsten Häfen der USA, da er den Export von Lebensmitteln in die ganze Welt steuert. Durch den Hurrikan Katrina wurden der Hafen und seine Exporte sehr schwer getroffen, zeitweise konnten nur mehr 40 % der Waren verschickt werden. Der Hafen wurde jedoch sehr schnell wieder aufgebaut und der Export konnte wieder geregelt werden.
Jährlich legen durchschnittlich 1.800 Seeschiffe hier an.
In einem Zehnjahreszeitraum vor oder um die zweite Jahrtausendwende wurden in den Hafen 400 Millionen USD investiert, um dessen Zukunftsfähigkeit auszubauen. Die Schwerpunkte waren der Ausbau der Containerverladung sowie der Verkehrsinfrastruktur.
Aktuell (2023) befindet sich das Louisiana International Terminal in Planung, das die Containerkapazität um weitere 2 Millionen TEU erweitern soll. Die Eröffnung ist für 2028 geplant. Finanziert wird das neue Terminal unter anderem von Ports America, dem größten Betreiber von Containerterminals in den USA, sowie von Terminal Investment Limited, einem Tochterunternehmen von MSC.

## Waren und Verkehr
Der Hafen ist der einzige Tiefwasserhafen der Vereinigten Staaten, der von sechs Eisenbahngesellschaften angefahren wird.
Im Hafen von New Orleans werden insgesamt ca. 73 Millionen Tonnen (81 Millionen short tons) Güter pro Jahr umgeschlagen, was den Hafen zum fünftgrößten, gemessen an der Gesamttonnage, der USA macht. Mit 41,7 Millionen Tonnen (46 Millionen short tons) Massengut ist der Hafen der zweitgrößte der USA.
Der Hafen ist sehr wichtig für den Export von Stahl und der größte für Gummi in den USA.
Er ist der zweitgrößte Hafen für den Import von Kaffee nach dem Hafen von New York.
Über den Hafen werden mehr Güter nach Lateinamerika exportiert als über jeden anderen Hafen der USA.

## Kreuzfahrthafen
Der Kreuzfahrthafen von New Orleans ist der siebtgrößte der USA und wichtiger Ausgangspunkt für Fahrten in die Karibik. 1,2 Millionen Kreuzfahrtpassagiere nutzten den Hafen im Jahr 2019.
Nahezu alle großen Reedereien, wie Carnival, Norwegian, Disney und Royal Caribbean bei den Hochseekreuzfahrten als auch American Cruise Line, American Queen Steamboat Company und Viking bei den Flusskreuzfahrten, laufen den Hafen an.